# Église Saint-Samson de Moyenneville
L'église Saint-Samson est une église catholique située à Moyenneville, dans le département de la Somme, en France au sud d'Abbeville.

## Historique
La construction de l'église de Moyenneville date du XVIe siècle pour le chœur. L'édifice est protégé au titre des monuments historiques : classement par arrêté du 15 juin 1920 pour l'église et classement par arrêté du 28 février 1951 pour le cimetière entourant l'église.

## Caractéristiques
L’édifice est construit en pierre selon un plan basilical. Le chœur de style gothique flamboyant est plus élevé que la nef. La nef est précédée d'une massive tour-clocher qui a perdu sa flèche.
La nef est voûtée de bois tandis que le chœur a des voûtes en pierre. L'église conserve une statue en bois polychrome de saint Quentin, du XVIe siècle, une statue en bois polychrome de la Vierge à l'Enfant, également du XVIe siècle, une chaire à prêcher du XVIIIe siècle.

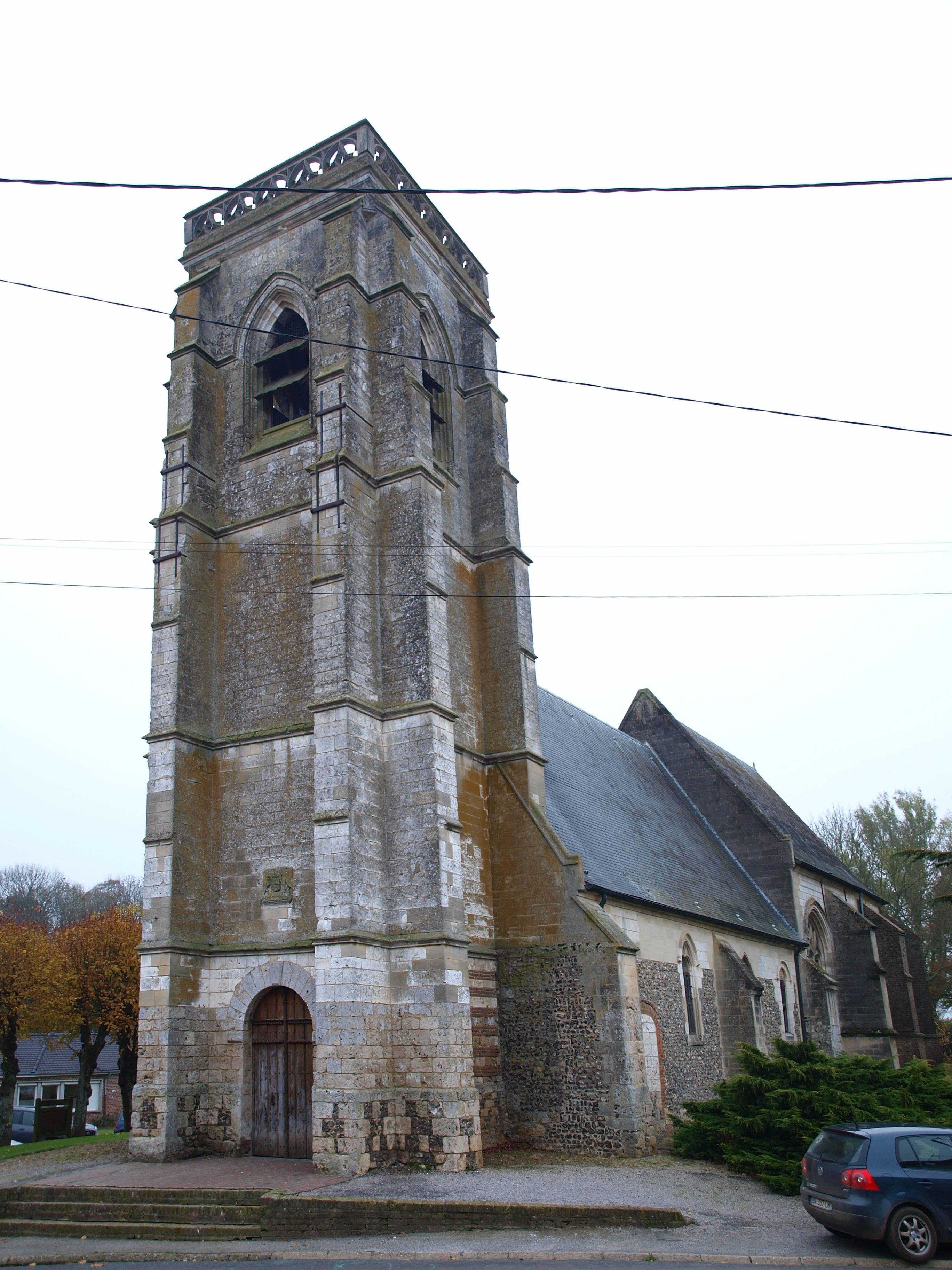
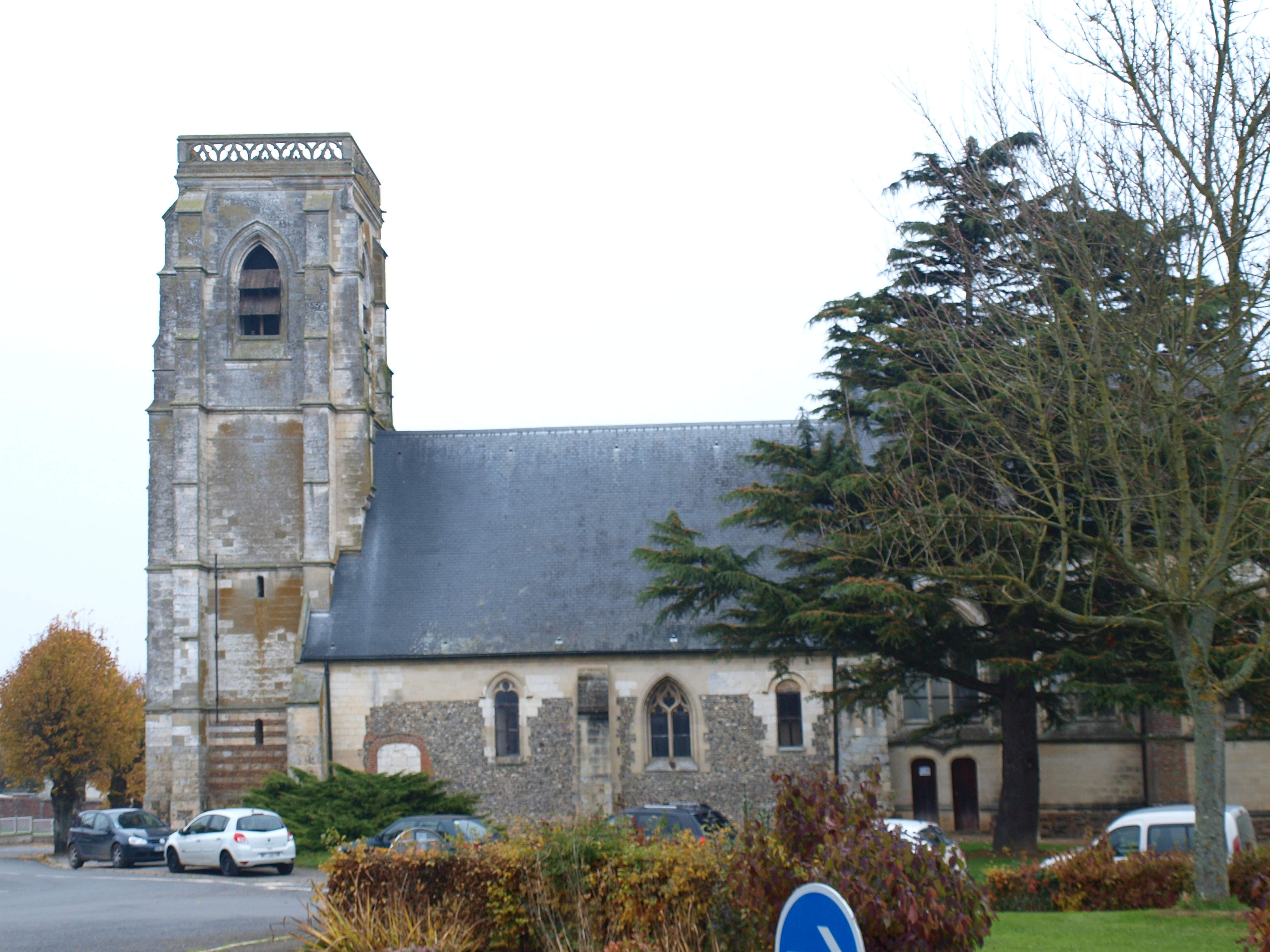
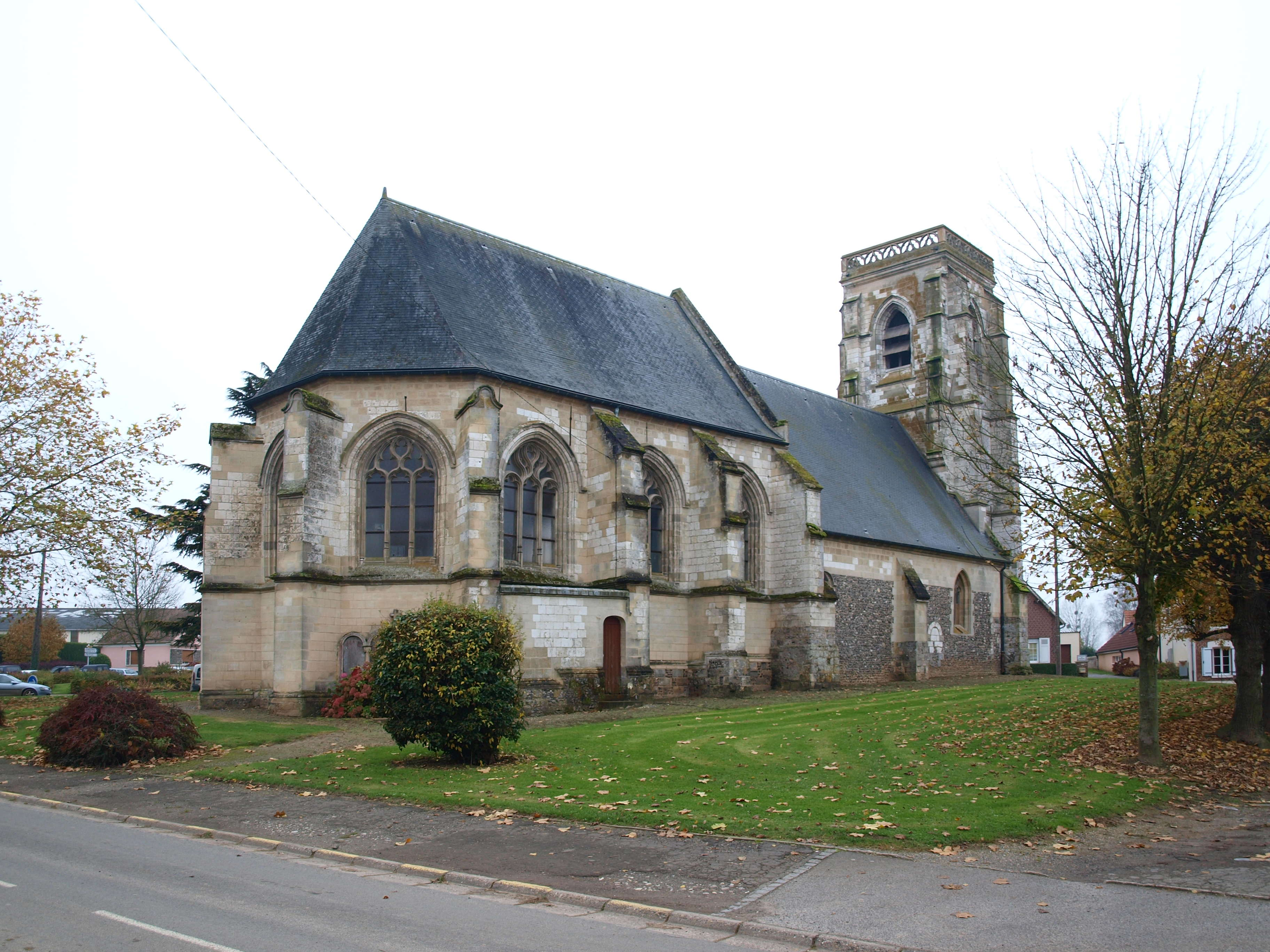